# Petrochemie

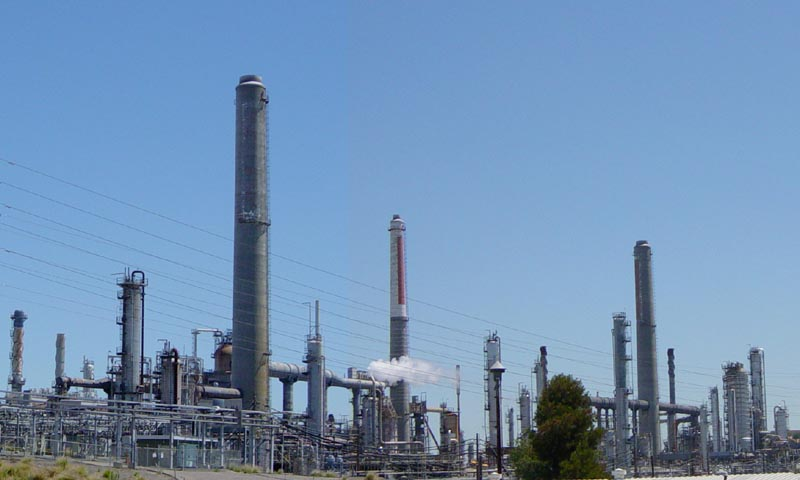
Ropná rafinerie firmy Shell v Martinez, Kalifornie

Petrochemie je obor chemie, který studuje přeměny ropy a zemního plynu na využitelné produkty a materiály.